# Ripley, Tennessee
Ripley är administrativ huvudort i Lauderdale County i Tennessee. Orten har fått sitt namn efter militären och politikern Eleazer Wheelock Ripley. Enligt 2010 års folkräkning hade Ripley 8 445 invånare.

## Kända personer från Ripley
- Miles O'Keeffe, skådespelare